# Cuisine qiang (Qiangs)
Pour les articles homonymes, voir Cuisine qiang (Tibétains).

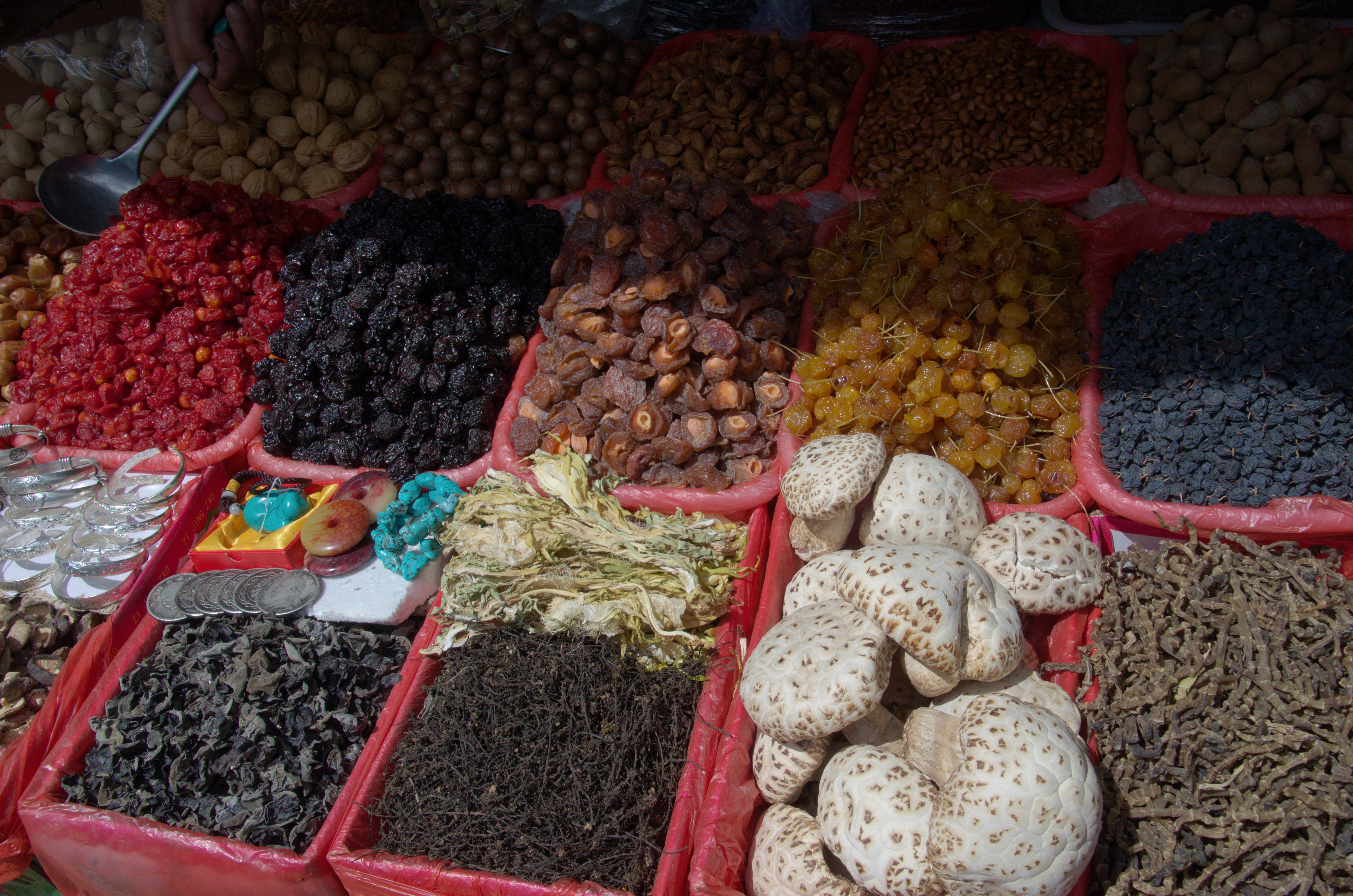
Étal de fruits secs, de racines et de champignons séchés vendus par des Qiang, sur un marché de bord de route du Xian de Wenchuan. On distingue sur cet étal des fruits et champignons produits localement.

La cuisine qiang (chinois : 羌菜 ; pinyin : qiāngcài) est une cuisine qui peut varier selon les régions dans lesquelles les Qiang sont répartis. Ceux-ci se rencontrent majoritairement dans le xian de Wenchuan et le xian de Mao, tous deux dans la préfecture autonome tibétaine et qiang d'Aba, dans la province du Sichuan et minoritairement dans la province du Guizhou ; leur cuisine diffère donc en fonction des plantes et des animaux de la région concernée.
Il ne faut pas la confondre avec la cuisine qiang des Tibétains, une des quatre grandes cuisines tibétaines, du nord-ouest du plateau du Tibet, consommée dans les préfectures de Ngari et la Nagchu. La confusion entre les deux peuples n'est pas nouvelle (voir Qiang (peuple historique)).

## Description
La chèvre est le symbole du peuple qiang. Le caractère han (ici idéophonogramme) représentant ce peuple (羌, qiāng) est d'ailleurs composé du caractère de la chèvre (羊, yáng), source de sa prononciation, auquel ont été ajoutées deux jambes (utilise aujourd'hui le pictographe (儿 / 兒, ér), représentant la marche des pasteurs avec leur troupeaux. Les ovins sont donc des animaux omniprésents dans la cuisine qiang. Le Pseudois nayaur (岩羊, yányáng, « chèvre des rochers ») est un des éléments de base de leur alimentation et leur cornes sont utilisées pour confectionner différents outils comme les peignes ou bien des œuvres d'art finement sculptées.
La viande la plus consommée est le porc, généralement fumé (羌乡腊肉, qiāngxiāng làròu). De larges morceaux de tous types sont suspendus dans des fumoirs. Le mouton et le bœuf font également partie du régime typique des Qiang.
Les Qiang cultivent principalement le maïs, la pomme de terre, le blé, l'orge du Tibet et le sarrasin.
Parmi les spécialités des Qiang, on peut citer de nombreux fruits secs,,,.
C'est dans le xian de Wenchuan de culture Qiang que l'on cultive le meilleur poivre vert du Sichuan, ainsi qu'un poivre rose du Sichuan, plus onéreux et au parfum plus subtil. On y cultive également le plus traditionnel poivre noir du Sichuan.[réf. nécessaire]

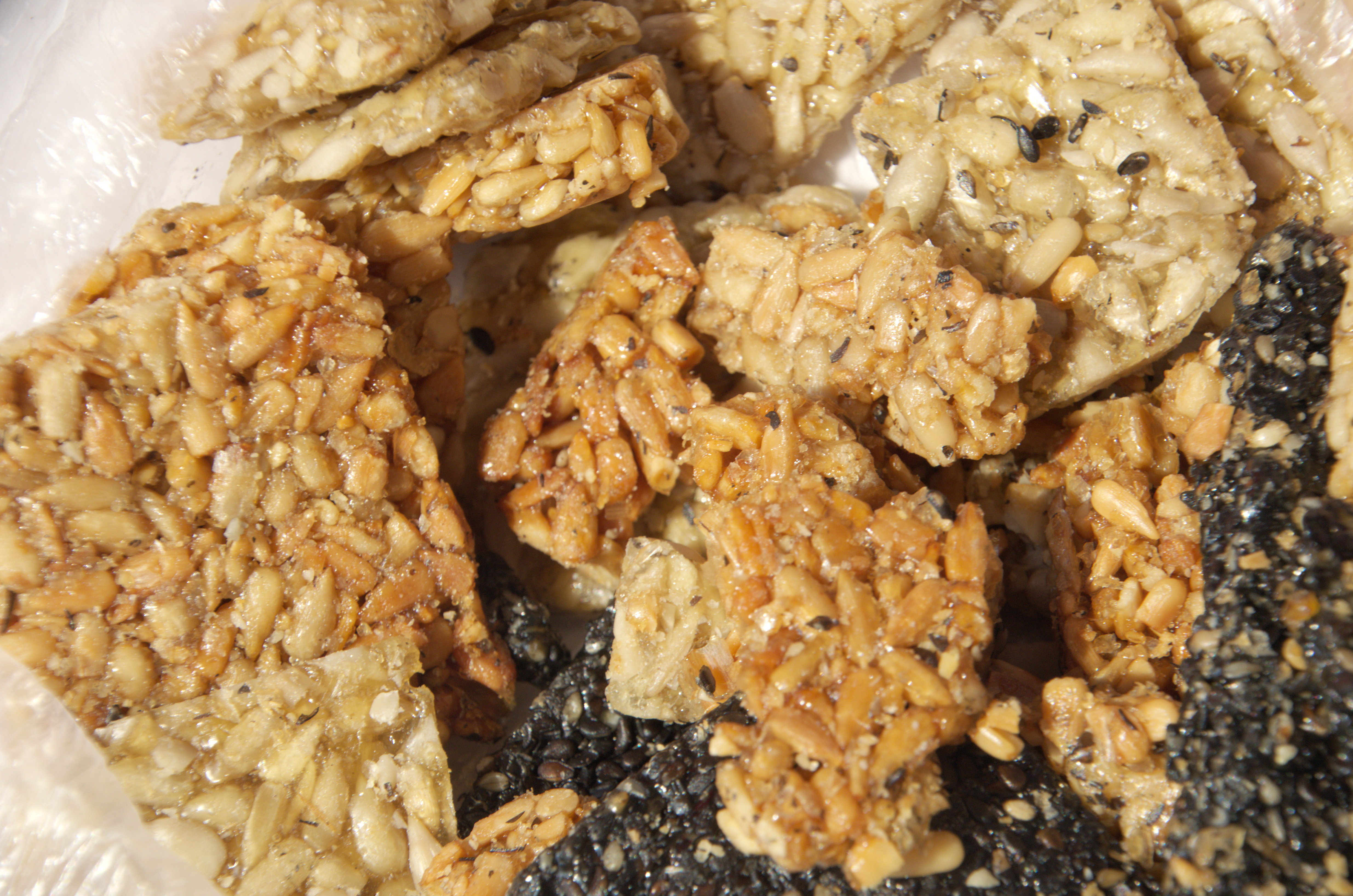
Biscuits croquants à base de sésame noir et blanc, d'orge du Tibet et de miel, appelés qingke fengmisu (青课蜂蜜酥).

Dans le xian de Mao, on peut notamment manger des côtelettes fumées (腊排骨), de la viande de yak (牦牛肉), des pommes de terre au poulet ((洋芋鸡)), des aiguilles dorées de gras de bœuf (金针肥牛), du meicai kourou (梅菜扣肉), de la viande de bœuf froide en sauce (凉拌牛肉), du tofu dressé en corne (翘角豆腐), des œufs frits aux reins de bœuf (炮蛋牛腩), des côtes de bœuf (牛排) des grandes côtes cinq doigts (手抓大排), des mélanges de cinq céréales (五谷杂粮, du douhua mouillé (沾水豆花), des fruits et légumes lavés (洗净的新鲜蔬果). On dit qu'on peut manger 100 viandes fumées sans jamais être rassasié (这里的腊味更是是百吃不厌的).

## Quelques plats

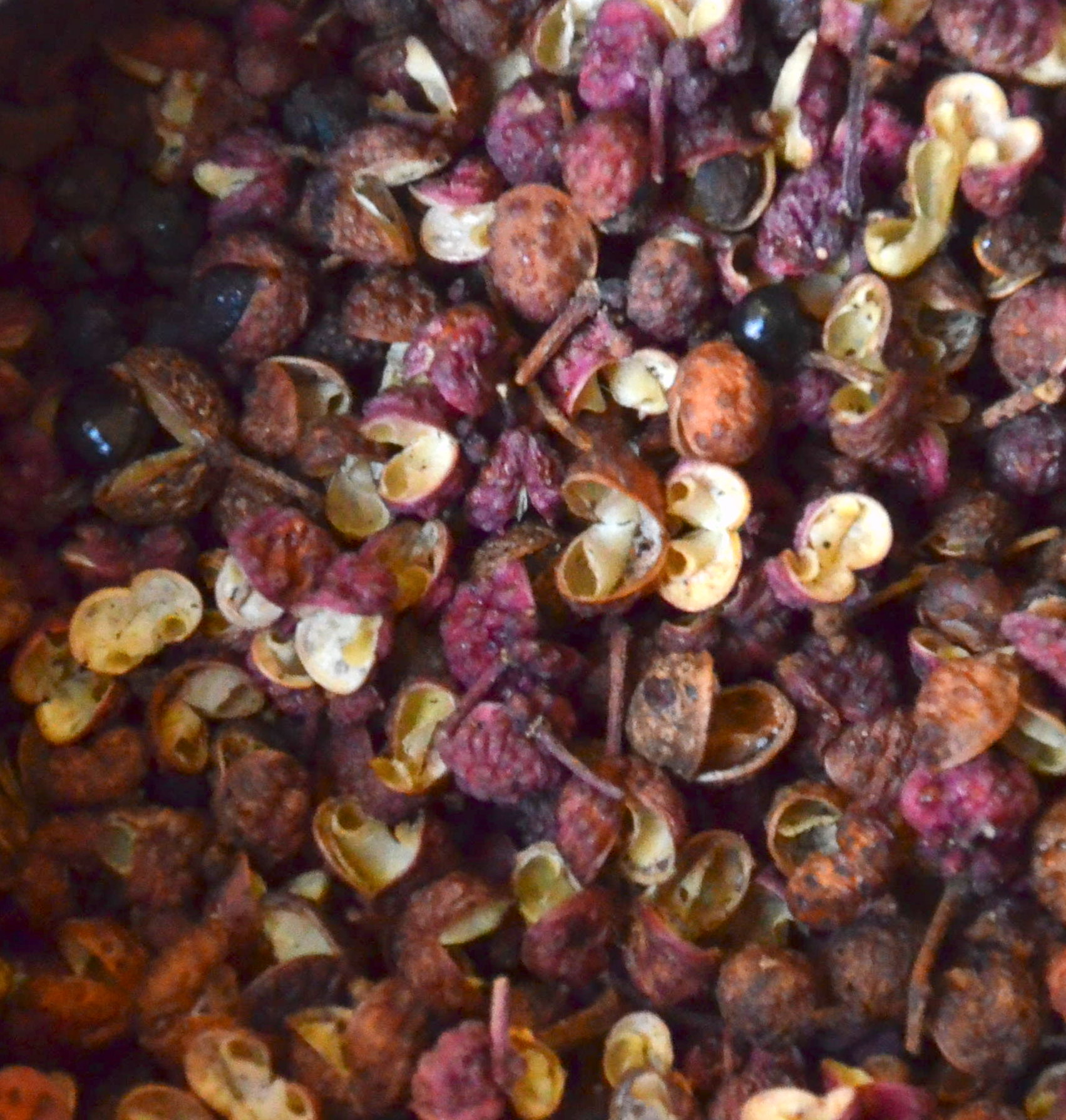
Poivre du Sichuan rose, tel qu'on peut en trouver sur les marchés de Wenchuan.

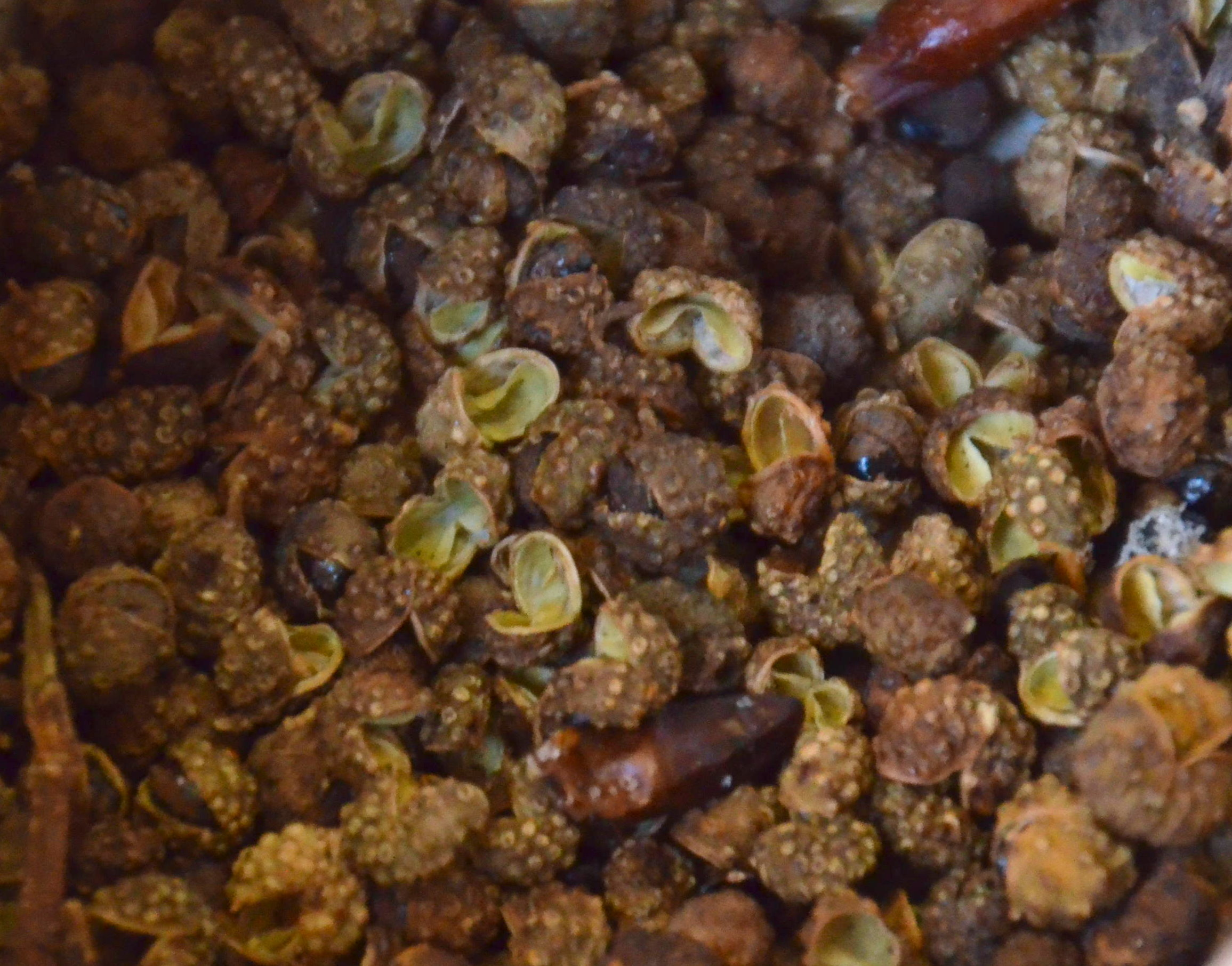
Poivre du Sichuan vert, vendu sur le même marché.

- Pseudois nayaur (岩羊, yányáng) est un caprin, utilisé dans la cuisine qiang[3].
- Purée d'ail, oreille de cervidé et cive (蒜泥鹿耳韭, suànní lùěr jiǔ)[11].
- Gâteaux de riz gluant  à l'igname de Chine 洋芋糍粑, yángyù cíbā[12].
- Qingke fengmi su (chinois : 青课蜂蜜酥 ; pinyin : qīngkè fēngmì sū), biscuits croquants, faits d'orge du Tibet, de miel et de sésame.

Les Qiangs sont également des experts pour préparer des plats aux vertus médicinales.

## Boissons
Les Qiang font fermenter et boivent des vins. Les femmes et les enfants préfèrent les boissons alcoolisées avec du miel, et les hommes ont une grande capacité pour les liqueurs.